# David Ouattara
David Ouattara est un homme d'affaires d'origine américaine et ivoirienne. Il est le premier fils du président Alassane Ouattara.

## Biographie

### Enfance, Formations et débuts
David Ouattara est né de la première union de Alassane Ouattara et de l'Américaine Barbara Jean Davis. Il effectue des études universitaires en Amérique.

### Carrière
David Ouattara est un homme d'affaires basé aux Etats Unis. Loin de la politique, il se montre discret lors de séjours en Côte d'Ivoire,.